# Дум, Андреас
Андреас Дум (нем. Andreas Duhm; 22 августа 1883, Гёттинген — 23 ноября 1975, Гейдельберг) — швейцарский шахматист, теолог.
Трёхкратный чемпион Швейцарии: 1900, 1901 (совместно с М. Песталоцци, О. Майером и Х. Думом) и 1913.
Отец — Бернхард Дум — немецкий протестантский теолог.
Его братья Дитрих и Ханс также были шахматистами и теологами.